# Hypolimnas tydeina
Hypolimnas tydeina är en fjärilsart som beskrevs av Hans Fruhstorfer 1912. Hypolimnas tydeina ingår i släktet Hypolimnas och familjen praktfjärilar. Inga underarter finns listade i Catalogue of Life.